# Fabrice Du Welz
Pour les articles homonymes, voir Welz.
Fabrice Du Welz, né le 21 octobre 1972 à Bruxelles, est un réalisateur et scénariste belge.

## Biographie
Après avoir été élève dans une école jésuite, il étudie deux ans le métier d'acteur au Conservatoire royal de Liège, puis un an de mise en scène de théâtre à l’Institut national supérieur des arts du spectacle et des techniques de diffusion (INSAS) à Bruxelles.
En 1999, il réalise le court métrage Quand on est amoureux c'est merveilleux qui remporte le grand prix du Festival international du film fantastique de Gérardmer.
En 2004, il réalise son premier long métrage, Calvaire, avec Laurent Lucas et Jackie Berroyer, sélectionné à la Semaine de la critique du festival de Cannes 2004.
En 2007, il tourne Vinyan en Thaïlande avec Emmanuelle Béart et Rufus Sewell en sélection officielle à la Mostra de Venise en 2008.
En 2012, il tourne Colt 45, d'après un scénario de Fathi Beddiar, avec Gérard Lanvin et JoeyStarr, produit par Thomas Langmann qui ne tient finalement pas ses promesses au niveau du budget, contraignant le réalisateur à supprimer des scènes importantes trop coûteuses. De surcroît, les deux vedettes, à la suite de fortes dissensions avec Du Welz, refusent de revenir sur le plateau tant qu'il y serait aussi. Le producteur a donc fait appel à Frédéric Forestier (réalisateur d'Astérix aux Jeux Olympiques), qui a régulièrement travaillé pour lui, afin de terminer le film, avec beaucoup de retard. Fabrice Du Welz et le scénariste décident de ne pas cautionner le film qui ne sort qu'en août 2014.
En septembre 2013, il tourne Alléluia, libre adaptation du fait divers immortalisé en 1970 par le film Les Tueurs de la lune de miel, où il retrouve l'acteur Laurent Lucas et qui, après Calvaire, forme le deuxième volet de sa trilogie ardennaise. Le film est sélectionné à la Quinzaine des réalisateurs à Cannes en 2014.
En mars-avril 2015, il tourne Message from the King, produit par David Lancaster (Drive, Whiplash, Nightcrawler) et Stephen Cornwell (A Most Wanted Man) à Los Angeles avec Chadwick Boseman, Luke Evans, Teresa Palmer, Alfred Molina et Natalie Martinez. Le film sera présenté au Festival international du film de Toronto en septembre 2016. Malgré un budget d'environ 10 millions de dollars, le film est un échec au box-office.
En juillet 2018, il commence le tournage d'Adoration en Belgique. Le film est porté par Thomas Gioria et Fantine Harduin. Le film clôt sa trilogie ardennaise après Calvaire et Alleluia. Le film sera présenté au festival de Locarno sur la Piazza Grande en août 2019. Le film obtient des critiques mitigées et est un échec commercial.
En 2022, il sort Inexorable avec Benoît Poelvoorde et Mélanie Doutey. Malgré des critiques plus positives que pour Adoration, le film est un nouvel échec au box-office, dépassant à peine les 25 000 entrées en salles.
En janvier 2025 sort Le Dossier Maldoror, film librement inspiré par l'affaire Dutroux.

## Filmographie

### Réalisateur et scénariste
- 1997 : Folles aventures de Thierry Van Hoost (court métrage)
- 1999 : Quand on est amoureux c'est merveilleux (court métrage)
- 2004 : Calvaire
- 2008 : Vinyan
- 2014 : Colt 45
- 2014 : Alleluia
- 2017 : Message from the King (uniquement réalisateur)
- 2018 : Des cowboys et des indiens : Le Cinéma de Patar et Aubier (documentaire télévisuel)
- 2019 : Adoration
- 2022 : Inexorable
- 2024 : La Passion selon Béatrice
- 2024 : Le Dossier Maldoror[8]

### Acteur
- 1998 : L'Instit (série télévisée), épisode Le bouc émissaire
- 1998 : À nous deux la vie (téléfilm)

## Distinctions
- Festival du film fantastique de Gérardmer 2001 : Grand Prix du court métrage pour Quand on est amoureux c'est merveilleux
- Festival de Cannes 2004 : en compétition à la 43e Semaine de la Critique pour Calvaire
- Festival du film fantastique de Gérardmer 2005 : Prix spécial du jury, Prix de la critique internationale, Prix Première pour Calvaire
- Festival du film fantastique de Sitges 2008 : Prix du jury Carte Jeune pour Vinyan
- Festival du film de Nashville 2015 : Grand Prix du jury pour Alleluia
- Ensors 2015 : meilleure coproduction pour Alleluia
- Festival du film fantastique de Sitges 2019 : Meilleur long-métrage européen, Prix spécial du jury pour Adoration
- Prix du Syndicat Français de la Critique de Cinéma 2020 : Prix du film singulier pour Adoration

## Box-office en France
En tant que réalisateur, Fabrice du Welz n'a pas obtenu de succès au box-office, :
- Calvaire (2005) : 30 348 entrées
- Vinyan (2008) : 15 063 entrées
- Colt 45 (2014) : 67 138 entrées
- Alleluia (2014) : 3 061 entrées
- Message from the King (2017) : 52 246 entrées
- Adoration (2020) : 7 519 entrées
- Inexorable (2022) : 25 049 entrées
- Maldoror (2025) : 76 988 entrées[11]